# Гавриїл Лісновський
Гавриїл Лісновський — болгарський святий, монах, засновник Лісновського монастиря.

## Життєпис
Преподобний Гавриїл, засновник Лісновського монастиря поблизу міста Кратова в Болгарії, одержавши після смерті батьків велику спадщину, відмовився від життя у шлюбі, пішов на Лісновську гору і став монахом. Там він побудував храм на честь Архистратига Михаїла, зібрав банато ченців, настановив ігумена, сам ж, залишив обителі вксь свій маєток, сховався в гірській печері, де здійснював подвиг протягом тридцяти років, перемагаючи спокуси бісів постом і молитвою. Потім повернувся в Лісновську обитель і там мирно спочив (XI). Через тридцять років були віднайдені його мощі, при яких злійснювалися зцілення. Через багато років вони були перенесні в Тернів (Тирново) Болгарський.
День пам'яті: 15 січня.